# 21392 Геліброчієр
21392 Геліброчієр (21392 Helibrochier) — астероїд головного поясу, відкритий 20 березня 1998 року.
Тіссеранів параметр щодо Юпітера — 3,590.